# Кароліне Рунау
Кароліне Рунау (нім. Caroline Ruhnau, 16 жовтня 1984) — німецька плавчиня.
Учасниця Олімпійських Ігор 2012 року.
Призерка Чемпіонату Європи з водних видів спорту 2010, 2012 років.
Чемпіонка Європи з плавання на короткій воді 2009 року, призерка 2013 року.